# Bán đảo Sơn Đông

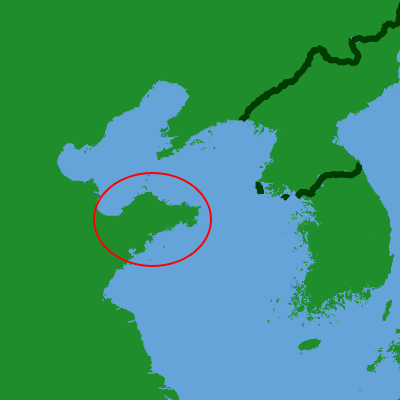
Vị trí của bán đảo Sơn Đông.

Bán đảo Sơn Đông hay còn gọi là bán đảo Giao Đông, là một bán đảo lớn tại Trung Quốc, nằm ở phía đông bắc tỉnh Sơn Đông. Ba mặt bắc, đông, nam tiếp giáp biển. Về phía bắc bán đảo này, nhìn qua biển Bột Hải là bán đảo Liêu Đông. Loại cây ăn quả phổ biến được trồng tại đây là táo tây. Các thành thị trọng yếu có Thanh Đảo, Yên Đài, Uy Hải.

## Tổ hợp thành thị bán đảo Sơn Đông
Tổ hợp thành thị trên bán đảo Sơn Đông là tập hợp của 30 thành thị, bao gồm Tể Nam, Truy Bác, Thanh Đảo, Uy Hải, Yên Đài, Đông Dinh, Duy Phường, Nhật Chiếu là 8 địa cấp thị, cùng Chương Khâu, Giao Châu, Tức Mặc, Bình Độ, Giao Nam, Lai Tây, Long Khẩu, Lai Dương, Lai Châu, Bồng Lai, Chiêu Viễn, Thê Hà, Hải Dương, Văn Đăng, Vinh Thành, Nhũ Sơn, Thanh Châu, Chư Thành, Thọ Quang, An Khâu, Cao Mật và Xương Ấp là 22 huyện cấp thị.